# Maria Walburga Viol
Maria Walburga Viol OSB (* 1571 in Engelberg; † 11. Oktober 1641 in Sarnen) war eine Schweizer Äbtissin.

## Leben
Maria Walburga Viol war die Tochter des Johann Viol und der Adelheid Schön. Sie trat in das Doppelkloster Engelberg ein und legte 1589 ihre Profess ab. Sieben Jahre später wurde sie zur Meisterin des Frauenkonvents gewählt. Nachdem Viol 1601 aus dem Kloster floh, wurde sie wieder zurückgebracht und vom Nuntius des Amts enthoben.
Die Verlegung des Frauenkonvents von Engelberg ins Benediktinerinnenkloster St. Andreas in Sarnen erfolgte 1615. Zwei Jahre später wurde Viol zur ersten Äbtissin gewählt und bezog im folgenden Jahr mit ihren Schwestern die neu erbauten Gebäude. Sie überwarf sich mit dem Engelberger Abt Jakob Benedikt Sigerist (1603–1619), dem in der Folge das Visitationsrecht der Sarner Nonnen entzogen wurde. Nach Ablauf der ersten Amtsdauer wurde Viol 1620 nicht mehr wiedergewählt und war bis zu ihrem Tod als Priorin tätig.

## Belege
1. 1 2  Rolf De Kegel: Maria Walburga Viol. In: Historisches Lexikon der Schweiz.  27. Dezember 2014.

| Personendaten    | Personendaten                            |
| ---------------- | ---------------------------------------- |
| NAME             | Viol, Maria Walburga                     |
| KURZBESCHREIBUNG | Schweizer Äbtissin der Benediktinerinnen |
| GEBURTSDATUM     | 1571                                     |
| GEBURTSORT       | Engelberg, Schweiz                       |
| STERBEDATUM      | 11. Oktober 1641                         |
| STERBEORT        | Sarnen, Schweiz                          |